# TV+
Corporación de Televisión de la Pontificia Universidad Católica de Valparaíso, auch bekannt als UCV Televisión oder UCV TV, ist ein chilenischer Fernsehsender, der zur Päpstliche Katholische Universität von Valparaíso (PUCV) gehört.
UCV war der erste Fernsehsender Chiles. 1957 begann der Sender mit ersten experimentellen Sendungen auf dem Gelände der PUCV und wurde offiziell im August 1959 gestartet. Im Laufe der Jahre verlegte es sein Operationszentrum nach Viña del Mar; seit 2017 befinden sich die Studios in der Gemeinde Vitacura östlich von Santiago.